# Санни Дэй
Санни Дэй (англ. Sunny Day) — канадско-британско-американский анимационный детский телесериал производства Silvergate Media. Сериал посвящён Санни, девочке-парикмахеру, которая управляет своим собственным салоном с помощью своей говорящей собаки Дудл, колориста волос Рокс и секретарши Блэр. Лучшие клиенты Санни — Тимми, который отвечает за проведение мероприятий и шоу в родном городе Санни, и Синди, городской пекарь.
Сорок серий «Санни Дэй» были выпущены компанией Silvergate совместно с канадской анимационной компанией Pipeline Studios. 5 апреля 2016 года был выпущен второй сезон, содержащий 20 эпизодов. Премьера сериала состоялась на канале Nickelodeon в США 21 августа 2017 года. Шоу начало транслироваться в Канаде на Treehouse TV 2 сентября 2017 года, а премьера состоялась на Nick Jr. и CBeebies в Великобритании 2 марта 2018 года.

## Описание
Действие сериала происходит в приморском городке Дружелюбные Водопады (англ. Friendly Falls), где работает профессиональный парикмахер по имени Санни, работающая в собственном салоне. Санни использует свой творческий потенциал и знания по уходу за волосами для решения проблем. Другие сотрудники салона — говорящая собака Санни Дудл, колорист волос Рокс и секретарша Блэр.

## Персонажи

### Главные
- Санни (озвучивает Лилла Кроуфорд) — профессиональный парикмахер со светлой кожей, зелёными глазами и светлыми волосами с розовыми, фиолетовыми и оранжевыми бликами, которая владеет собственным салоном красоты. Она водит фургон и имеет оптимистичный, решительный настрой. Она является вокалистом и бубенщиком в своей группе Санни и Солнечные Лучи.
- Дудл (озвучивает Роб Моррисон)— говорящая домашняя собака Санни и ее закадычный друг с желтым мехом, зелёными глазами и пучком шерсти на голове, стилизованным под волосы с розовыми и фиолетовыми бликами. Он-барабанщик группы Санни и Солнечные Лучи. У него есть сотни кузенов, троих из них зовут Олаф, Митци и Ангус.
- Рокс (озвучивает Элан Луз Ривера) — колористка волос в салоне Санни с темной кожей, карими глазами и пурпурными волосасми с розовыми, зелеными и синими бликами. У неё разноцветные волосы и она искусная скейтбордистка. Она известна тем, что создаёт свои собственные краски для волос в цветовой лаборатории салона. У нее есть младший брат по имени Джуниор и двоюродная сестра по имени Лулу. Она-ведущий гитарист группы Санни и Солнечные Лучи.
- Блэр (озвучивает Тейлор Лоудерман) — секретарша и маникюрша в салоне Санни со светлой кожей, карими глазами и белыми волосами с зачёсанной назад чёлкой и розовой заколкой для волос. Она всегда носит с собой планшетный компьютер. Она исключительно организованна и может раздражаться, когда что-то делается не так, как она привыкла. Она играет на клавишных в группе Санни и Солнечные Лучи.

### Второстепенные
- Тимми — друг Санни со светлой кожей, голубыми глазами и светлыми волосами, зачёсанными назад, который неуклюж, но уверен в себе. Он проводит такие мероприятия, как конкурсы и шоу талантов в Дружественных Водопадах. Его волосы очень похожи на волосы Санни, но короче и без бликов. Он самый высокий из персонажей и является лучшим другом Скретча.
- Синди — городской пекарь с бледной кожей, зелёными глазами и тёмно-каштановыми волосами в беспорядочной прическе, которая носит очки и обычно ей не везёт. Её волосы всегда растрёпаны и неуправляемы. Любая еда, которую она печёт, каким-то образом оказывается уничтожена. Она очень любит печь. Она сестра Лейси.
- Джуниор — младший брат Рокс. Ему 6 лет в первых нескольких серия и потом ему становится 7.

### Антагонисты
- Лейси — художник по топиариям и королева театрализованных представлений с бледной кожей, зелёными глазами и тёмно-каштановыми волосами, собранными в кудрявый конский хвост, которая всегда обманывает и лжет в попытках выиграть конкурсы Тимми, часто вступая в конфликт с Санни, Дудлом, Рокс и Блэр. Хотя большую часть времени она враждебно настроена, она может ладить с Санни и ее друзьями в редких случаях и даже посещает салон, чтобы сделать прическу и ногти, хотя она, как правило, является требовательным клиентом для Санни, Рокс и Блэр. Хотя она часто относится к своей собаке Кейси как к подчиненной, она действительно заботится о ней, даже если она не всегда показывает это. Кроме того, она также удивительно ладит со своей сестрой Синди, несмотря на их контрастные личности.
- Кейси — говорящий пудель с серой шерстью, зелёными глазами и короткой стрижкой, который неохотно помогает ей в ее планах. Она часто действует как подчиненная Лейси, хотя ее часто раздражает склонность Лейси командовать ею и склонность спрашивать мнение Кейси о чем-то только для того, чтобы отклонить ее предложение и сделать противоположное.
- Скретч — собаколов со светлой кожей, зелёными глазами и светло-каштановыми волосами, зачесанными назад, который известен тем, что гоняется за собаками всякий раз, когда они выходят на свободу или причиняют неприятности. В отличие от Лейси и Кейси, Скретч на самом деле не злой и просто очень серьёзно относится к своей работе. Он лучший друг Тимми и даже имеет свою собственную собаку, Поузи. Но так как у него также есть собака, он иногда проявляет мягкую и дружелюбную сторону и доброту по отношению к другим.

## Номинации
- Дневная премия «Эмми» за лучшую детскую анимационную программу (2018)[2]